# Fritz Rittner
Fritz Rittner (* 10. März 1921 in Rostock; † 20. Dezember 2010 in Freiburg im Breisgau) war ein deutscher Rechtswissenschaftler.

## Leben
Rittner legte 1939 das Abitur am humanistischen Gymnasium in Rostock ab und studierte ab dem 2. Januar 1940 ebenfalls in Rostock Rechts- und Wirtschaftswissenschaften. 1941 wurde Rittner zum Kriegsdienst eingezogen. 1949 kehrte er aus sowjetischer Kriegsgefangenschaft zurück und setzte sein Studium an der Universität Bonn fort. Dort wurde er auch Mitglied der Akademisch-Musischen Verbindung Makaria. 1951 legte er das erste Staatsexamen, 1956 das zweite Staatsexamen ab. Noch im gleichen Jahr (1956) wurde er mit einer Arbeit über Ausschließlichkeitsbindungen bei Walter Schmidt-Rimpler promoviert.
Seine Habilitation („Die werdende juristische Person“) fertigte er ebenfalls bei Schmidt-Rimpler im Jahre 1959 an. Zunächst als außerplanmäßiger Professor, dann als Ordinarius war Rittner an der Albert-Ludwigs-Universität Freiburg tätig. Seine Schrift über Unternehmen und freier Beruf als Rechtsbegriffe (1962), gleichzeitig die Antrittsvorlesung, wurde mit dem Ludwig-Sievers-Preis ausgezeichnet. Schließlich wurde er Direktor des Instituts für Wirtschafts-, Arbeits- und Sozialversicherungsrecht.
Rittner veröffentlichte Lehrbücher in mehreren Auflagen zum Handels- und Wirtschaftsrecht. Zu seinen Schülern zählten u. a. Meinrad Dreher, Peter Hommelhoff, Michael Kulka und Christian Schmidt-Leithoff.

1989 wurde Rittner emeritiert. Er war seit 1991 Träger des Großen Bundesverdienstkreuzes.

## Werke (Auswahl)
- Die Ausschließlichkeitsbindungen, Düsseldorf, 1957
- Unternehmen und freier Beruf, Tübingen, 1962
- Die handelsrechtliche Publizität, München, 1964
- Die werdende juristische Person, Tübingen, 1973 ISBN 3-16-634832-8
- Wirtschaftsrecht (Lehrbuch), 2. Auflage, Heidelberg, 1987 ISBN 3-8114-0479-2
- Wettbewerbs- und Kartellrecht, 6. Auflage, Heidelberg, 1999 ISBN 3-8114-2089-5
- Rechtsgrundlagen und Rechtsgrundsätze des öffentlichen Auftragswesens, Tangstedt/Hamburg, 1988
- Unternehmerfreiheit und Unternehmensrecht zwischen Kapitalismus, Sozialismus und Laborismus, München, 1998, ISBN 3-406-43222-0
- Meine Universitäten und das Wirtschaftsrecht 1939–2002: Vorträge und andere Arbeiten aus drei Jahrzehnten, 2003[5]